# Lake Itasca
Lake Itasca  eller Itascasøen er en lille sø i den nordvestlige del af  Minnesota i USA. Dens udløb regnes som  Mississippiflodens udspring.
Søen ligger i Clearwater County, og er 4,7 kvadratkilometer stor. Den ligger 450 meter over havet og har  en dybde på mellem 6 og 11 meter.
Det var geografen og etnologen Henry Rowe Schoolcraft (1793–1864) som den første, i 1832, fastslog at Itascasøen var starten på Mississippis 3.770 km lange løb til den  Mexicanske Golf.  Schoolcraft havde også været med på general Lewis Cass' ekspedition i 1820, da Cass-søen (længere nede af floden) var blevet fastsat som Missisipis kilde.
Navnet Itasca har en pudsig baggrund. Schoolcraft benyttede det latinske udtryk veritas caput («det virkelige hovd»). Han plukkede så de midterste bogstaver ud, sandsynligvis for at få et navn som lød indiansk. På ojibwe-sproget hedder søen Omashkoozo-zaaga'igan (Elgsøen). 
Der findes ellers en anden sø som i dag bærer navnet Elgsøen (Elk Lake). Denne har flodforbindelse med Itasca-søen, og nogle har hævdet at den dermed er Mississippis kilde. Dette er imidlertid ikke anerkendt i fagkredse, fordi Elk Lake er så lille. Det samme gælder Nicolett Creek.
Det er værd at bemærke at Mississippi løber ud af Itascasøen i nordlig retning, før den svinger mod øst og efterhånden mod syd.
Udløbet blev for øvrigt flyttet i 1930'erne.  En omkringliggende sump blev drænet, og området blev gjort mere turistvenligt. Det er faktisk mulig enkelte steder her at vade over floden, hvilket er et populært fotomotiv.
Siden  1891 har området omkring søen været en statslig naturpark.
47°13′05″N 95°12′26″V / 47.21806°N 95.20722°V